# Lagnicourt-Marcel
Lagnicourt-Marcel est une commune française située dans le département du Pas-de-Calais en région Hauts-de-France. Ses habitants sont appelés les Lagnicourtois. Le prénom Marcel, du coiffeur Marcel Grateau, est ajouté à Lagnicourt par décret présidentiel du 24 janvier 1924. La commune est membre de la communauté de communes Osartis Marquion.

## Géographie

### Localisation
Localisée dans l'extrême sud-est du département du Pas-de-Calais, Lagnicourt-Marcel est une commune située, à vol d'oiseau, à 9 km au nord-est de la commune de Bapaume et à 19 km au sud-est de la commune d’Arras (aire d'attraction, chef-lieu d'arrondissement et préfecture du Pas-de-Calais).
Le territoire de la commune est limitrophe de ceux de cinq communes.
Les communes limitrophes sont  Beaumetz-lès-Cambrai, Morchies, Noreuil, Quéant et Vaulx-Vraucourt.

### Géologie et relief
La superficie de la commune est de 8,42 km2 ; son altitude varie de 74  à   109 m.

### Hydrographie

#### Réseau hydrographique
La commune est située dans le bassin Artois-Picardie. Elle est drainée par le Quéant,.

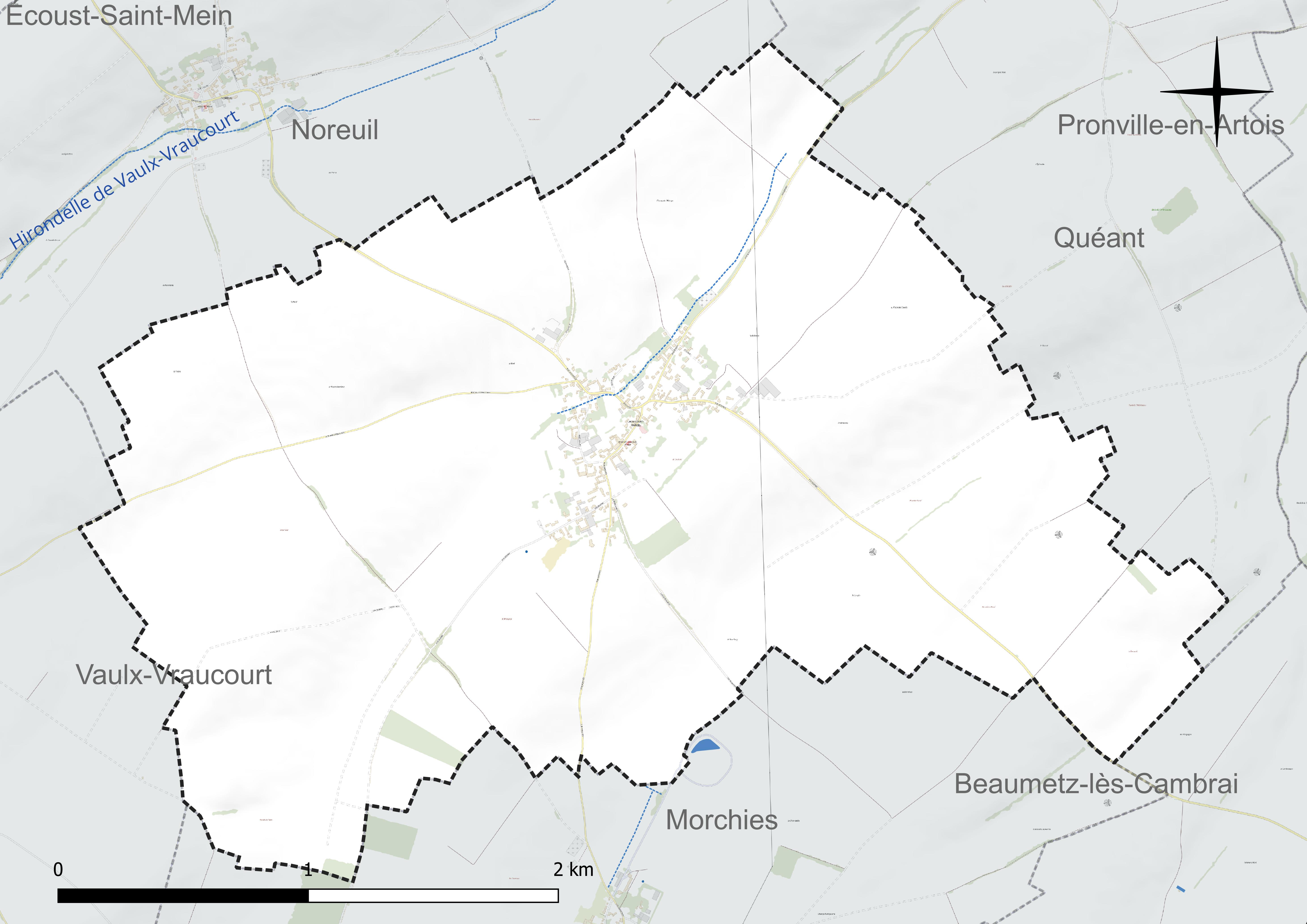
Réseau hydrographique de Lagnicourt-Marcel.

#### Gestion et qualité des eaux
Le territoire communal est couvert par le schéma d'aménagement et de gestion des eaux (SAGE) « Sensée ». Ce document de planification concerne un territoire de 857 km2 de superficie, délimité par le bassin versant de la Sensée. Le périmètre a été arrêté le 14 janvier 2023 et le SAGE proprement dit a été approuvé le 21 février 2020. La structure porteuse de l'élaboration et de la mise en œuvre est le syndicat mixte Escaut et Affluents (SyMEA).
La qualité des cours d'eau peut être consultée sur un site dédié géré par les agences de l'eau et l'Agence française pour la biodiversité.

### Climat
Pour des articles plus généraux, voir Climat des Hauts-de-France et Climat du Pas-de-Calais.
En 2010, le climat de la commune est de type climat océanique dégradé des plaines du Centre et du Nord, selon une étude du CNRS s'appuyant sur une série de données couvrant la période 1971-2000. En 2020, Météo-France publie une typologie des climats de la France métropolitaine dans laquelle la commune est exposée à un climat océanique et est dans la région climatique Nord-est du bassin Parisien, caractérisée par un ensoleillement médiocre, une pluviométrie moyenne régulièrement répartie au cours de l'année et un hiver froid (3 °C).
Pour la période 1971-2000, la température annuelle moyenne est de 10,3 °C, avec une amplitude thermique annuelle de 14,5 °C. Le cumul annuel moyen de précipitations est de 707 mm, avec 11,7 jours de précipitations en janvier et 8,8 jours en juillet. Pour la période 1991-2020, la température moyenne annuelle observée sur la station météorologique la plus proche, située sur la commune de Wancourt à 12 km à vol d'oiseau, est de 10,8 °C et le cumul annuel moyen de précipitations est de 711,4 mm,. Pour l'avenir, les paramètres climatiques de la commune estimés pour 2050 selon différents scénarios d'émission de gaz à effet de serre sont consultables sur un site dédié publié par Météo-France en novembre 2022.

### Paysages
Pour un article plus général, voir Paysage en France.
La commune est située dans le paysage régional des grands plateaux artésiens et cambrésiens tel que défini dans l'atlas des paysages de la région Nord-Pas-de-Calais, conçu par la direction régionale de l'Environnement, de l'Aménagement et du Logement (DREAL),. Ce paysage régional, qui concerne 238 communes, est dominé par les « grandes cultures » de céréales et de betteraves industrielles qui représentent 70 % de la surface agricole utilisée (SAU).

### Milieux naturels et biodiversité

#### Espèces faunistiques et floristiques
L'Inventaire national du patrimoine naturel (INPN) recense plusieurs espèces faunistiques et floristiques sur le territoire de la commune dont certaines sont protégées et d'autres menacées et quasi-menacées.

## Urbanisme

### Typologie
Au 1er janvier 2024, Lagnicourt-Marcel est catégorisée commune rurale à habitat dispersé, selon la nouvelle grille communale de densité à sept niveaux définie par l'Insee en 2022.
Elle est située hors unité urbaine. Par ailleurs la commune fait partie de l'aire d'attraction d'Arras, dont elle est une commune de la couronne,. Cette aire, qui regroupe 163 communes, est catégorisée dans les aires de 50 000 à moins de 200 000 habitants,.

### Occupation des sols
L'occupation des sols de la commune, telle qu'elle ressort de la base de données européenne d'occupation biophysique des sols Corine Land Cover (CLC), est marquée par l'importance des territoires agricoles (94,9 % en 2018), une proportion sensiblement équivalente à celle de 1990 (95,5 %). La répartition détaillée en 2018 est la suivante : 
terres arables (94,9 %), zones urbanisées (5,1 %). L'évolution de l'occupation des sols de la commune et de ses infrastructures peut être observée sur les différentes représentations cartographiques du territoire : la carte de Cassini (XVIIIe siècle), la carte d'état-major (1820-1866) et les cartes ou photos aériennes de l'IGN pour la période actuelle (1950 à aujourd'hui).

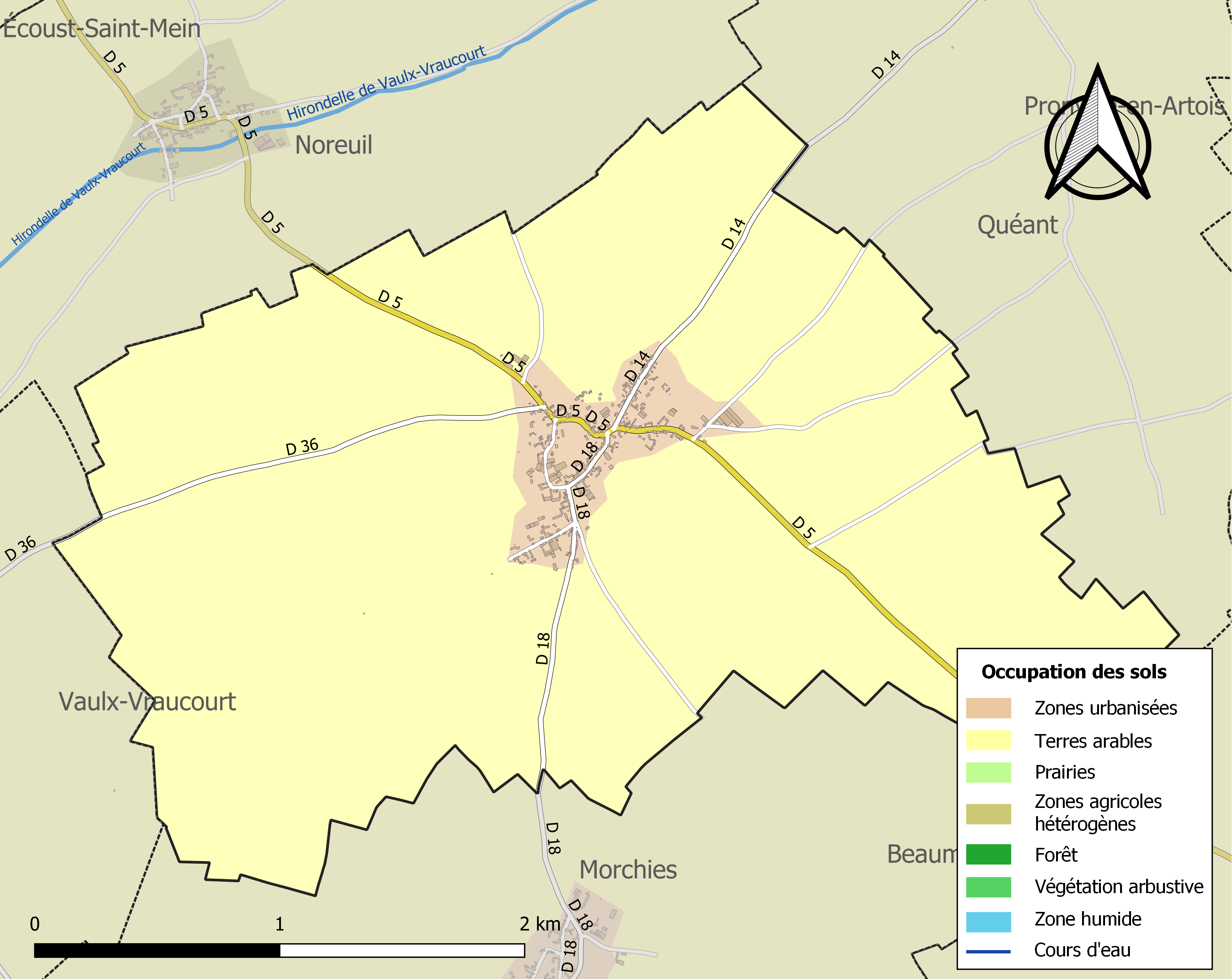
Carte des infrastructures et de l'occupation des sols de la commune en 2018 (CLC).

## Toponymie
Le nom de la localité est attesté sous les formes Lagnicortis (1096) ; Legnecourt (1186) ; Laignicort (1212) ; Laignecort (1226) ; Leignecort (1245) ; Laignicourt (1249) ; Laignincourt (1268) ; Lagnecourt (1310) ; Laygnicourt (1359) ; Lanycourt (1670).
Dans le nom de la commune Lagnicourt-Marcel, Marcel fait  référence à Marcel Grateau, personnage de la coiffure du XIXe siècle. La commune demande, le 13 juillet 1923, la permission d'ajouter le nom de Marcel à celui de Lagnicourt ; ce que lui accorde le décret présidentiel du 24 janvier 1924.

## Histoire
L'histoire de la commune peut être consultée dans le Dictionnaire historique et archéologique du Pas-de-Calais paru en 1873, en cliquant sur le lien ci-après.
Le 13 juillet 1591, est rendue une sentence de noblesse de l'élection d'Artois pour Jean de Waziers, écuyer, seigneur de Femy, demeurant à Lagnicourt.
Avant la Révolution française, Lagnicourt est le siège d'une seigneurie. Par lettres données à Madrid le 3 août 1633, la terre de Lagnicourt est jointe à celle d'Ervillers, à celle de Gomiécourt et d'autres, tenues du château d'Arras, pour être érigée en comté de Gomiécourt, au bénéfice de Philippe de Gomiécourt, chevalier, seigneur de Gomiécourt, gouverneur, capitaine et bailli des ville et château de Béthune.

### Carte de Cassini
|  |

La carte de Cassini ci-dessus montre qu'au milieu du XVIIIe siècle, Lagnicourt  était une paroisse située près du Fossé de l'Hirondelle , cours d'eau aujourd'hui asséché.
Le château, détruit au cours de la guerre 14-18, est représenté au sud du village.
Au nord-ouest, un moulin à vent en bois aujourd'hui disparu était en activité à cette époque .

### Première Guerre mondiale
Pendant la Première Guerre mondiale, après la bataille des Frontières du 7 au 24 août 1914, devant les pertes subies, l'État-Major français décide de battre en retraite depuis la Belgique. Dès le 28 août, les Allemands s'emparent du village de Lagnicourt et poursuivent leur route vers l'ouest. Dès lors commença l'occupation allemande qui dura jusqu'au début de 1917. Des arrêtés de la kommandantur obligeaient, à date fixe, sous la responsabilité du maire et du conseil municipal, sous peine de sanctions, la population à fournir : blé, œufs, lait, viande, légumes, destinés à nourrir les soldats du front. Toutes les personnes valides devaient effectuer des travaux agricoles ou d'entretien.

En mars 1917, les Allemands décident de se retirer sur la Ligne Hindenburg, ligne fortifiée située à seulement 1 km à l'est devant Quéant. Avant leur départ, le village est évacué de ses habitants et toutes les constructions (église, mairie, maisons) sont systhématiquement dynamitées, tous les arbres sont coupés, les puits pollués avec du fumier.

A lire, le récit de Mme J.C., institutrice à Lagnicourt, qui relate la vie du village  sous le joug des Allemands, depuis le 31 août 1914, premier jour de l'occupation du village, jusqu'au 18 février 1917, évacuation des derniers habitants vers la Belgique.

Les troupes britanniques prennent alors possessions des ruines du village le 2 avril 1917. Les ruines de Lagnicourt repasseront aux mains des Allemands en mars 1918 lors de l'Offensive du Kaiser jusqu'au 1er septembre 1918, date à laquelle le village sera définitivement repris par les troupes du Commonwealth après de violents combats, attestés par la présence de nombreux cimetières britanniques ou allemands dans le secteur
 
Après l'armistice, les habitants reviennent peu à peu au village.

Vu les souffrances endurées par la population pendant les quatre années d'occupation et les dégâts aux constructions, la commune s'est vu décerner la croix de guerre 1914-1918 le 25 septembre 1920, distinction également attribuée à 276 autres communes du Pas-de-Calais.

Alors commença une longue période de reconstruction des habitations, de l'église et de la mairie qui fut inaugurée le 27 septembre 1925.

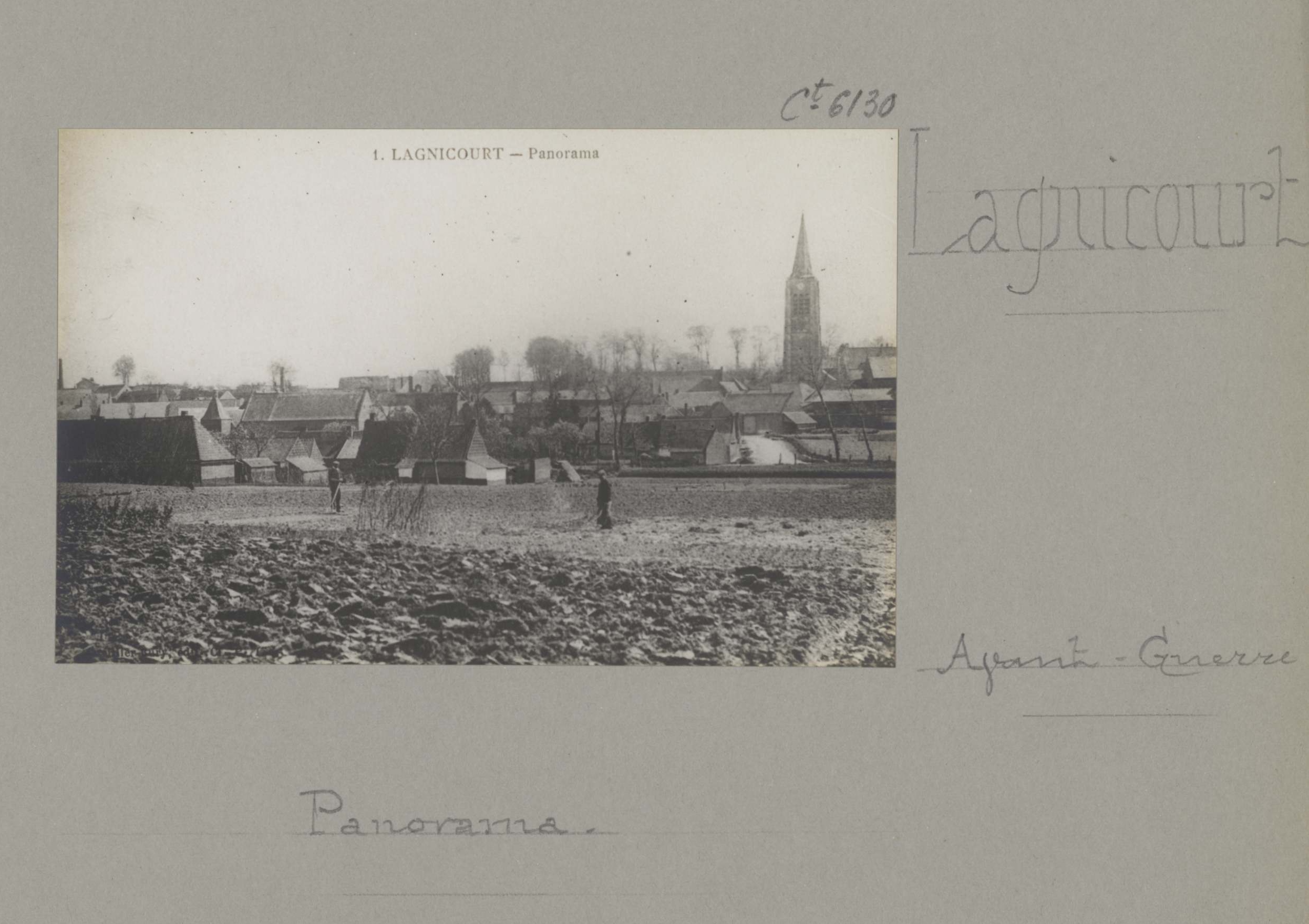
Carte postale du village avant 1914.
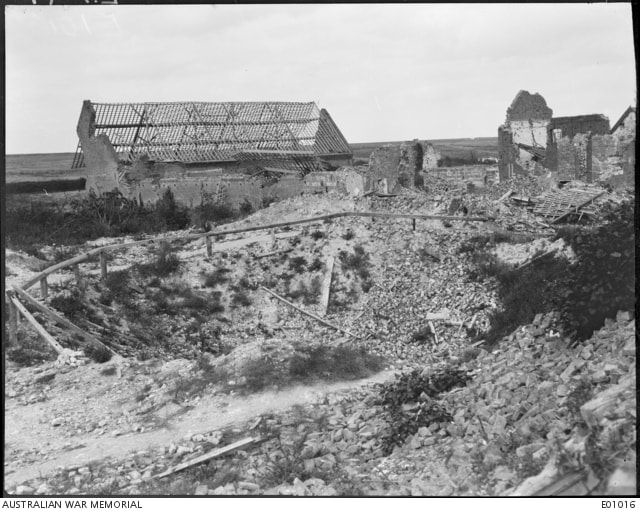
Ruines du village en 1918.
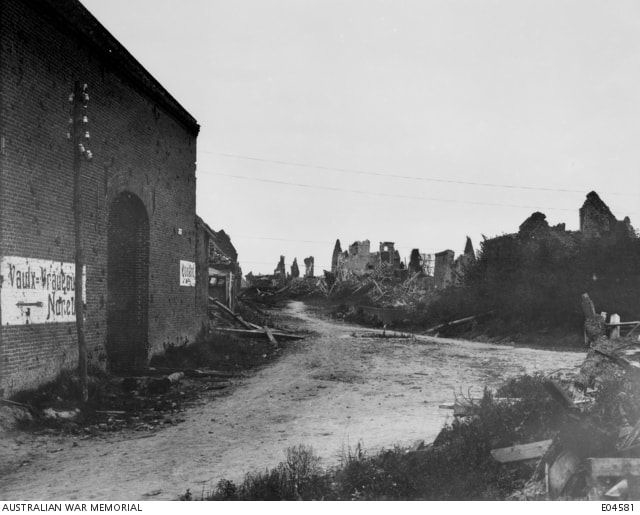
Entrée du village en 1918.
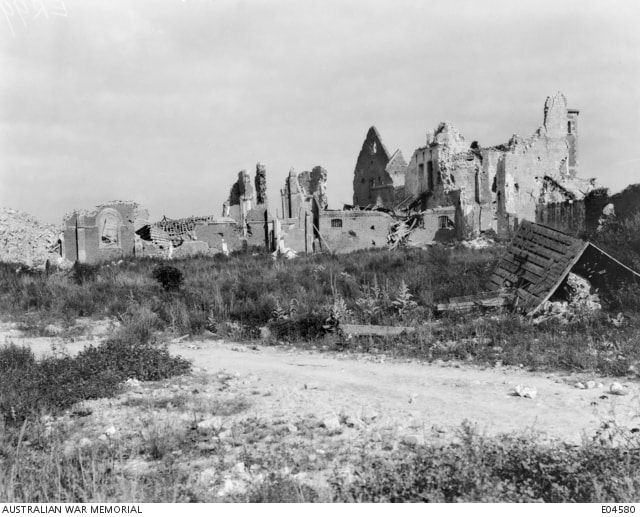
Ruines de l'église en 1918.
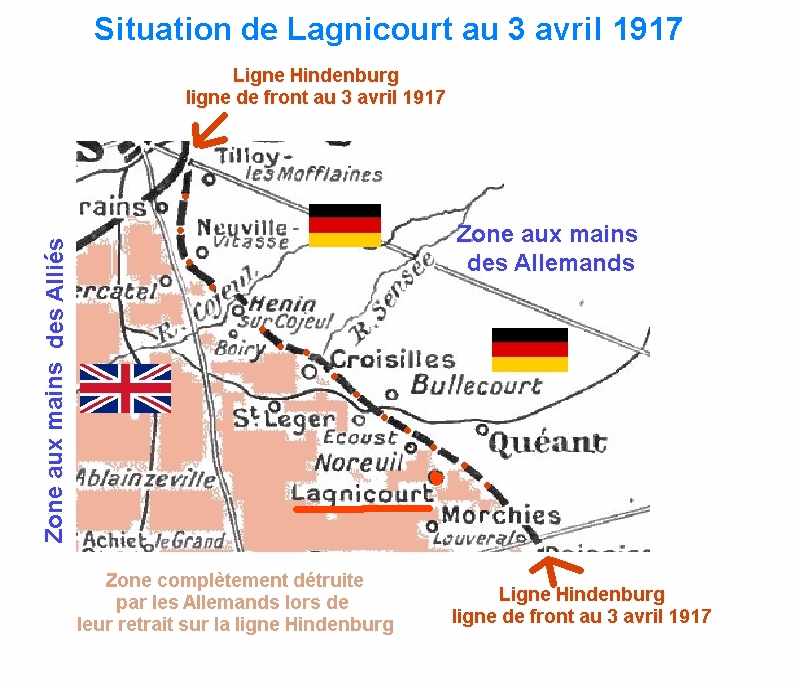
Situation de Vaulx-Vraucourt en 1917, en zone britannique, tout près de la ligne Hindenburg.
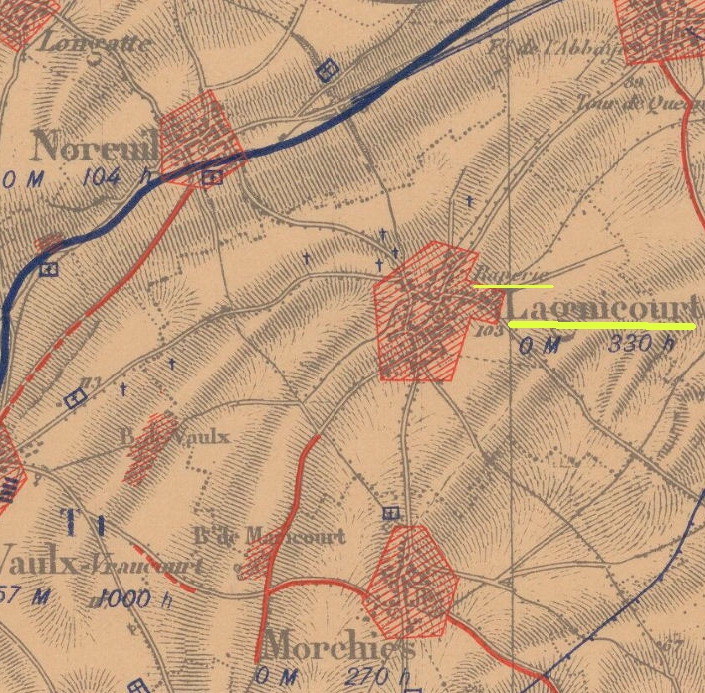
La carte des régions dévastées en 1919 montre que le village est complètement détruit ainsi que la râperie.

### Marcel «le coiffeur» et la reconstruction
1922 : c'est à cette date que les chemins de Lagnicourt croisent ceux d'un grand personnage de la coiffure du XIXe siècle, Marcel Grateau, né à Chauvigny dans la Vienne. « Il se prit à suivre à l'aide d'un fer à friser les belles ondulations que seule la nature pouvait donner à la chevelure » dépeignent ses biographes. L'ondulation Marcel (en) est née et va révolutionner les méthodes professionnelles de la coiffure. Sa renommée est telle que les coiffeurs d'Angleterre lui organisent au Holborn de Londres une « grande fête à Marcel ». En 1922 la fête a rapporté 550 livres sterling, somme que les organisateurs souhaitent offrir, comme aide à la reconstruction, à un village français. Il contacte donc la Ligue britannique de l'Aide aux pays dévastés dont le président, Francis Reginald Wingate, général de son état, n'est autre que le père de Malcolm, notre infortuné soldat. C'est par ce concours de circonstances que Lagnicourt devient la bénéficiaire de cette somme.

### Reconnaissance et changement de nom

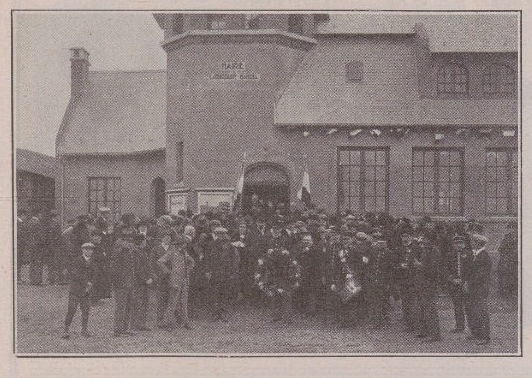
Inauguration de l'église le 27 septembre 1925.

Reconnaissante, la commune demande, le 13 juillet 1923, la permission d'ajouter le nom de Marcel à celui de Lagnicourt ; ce que lui accorde le décret présidentiel du 24 janvier 1924.
L'histoire n'est pas finie. Le dimanche 27 septembre 1925, en grande pompe, au cours d'une cérémonie accueillant 350 personnes, le coiffeur Marcel vient assister à l'inauguration de la mairie et de l'école communale Marcel. À cette occasion, un nouvel acte de générosité permettra de constituer une bibliothèque et de récompenser chaque année un élève méritant en... anglais.

## Politique et administration

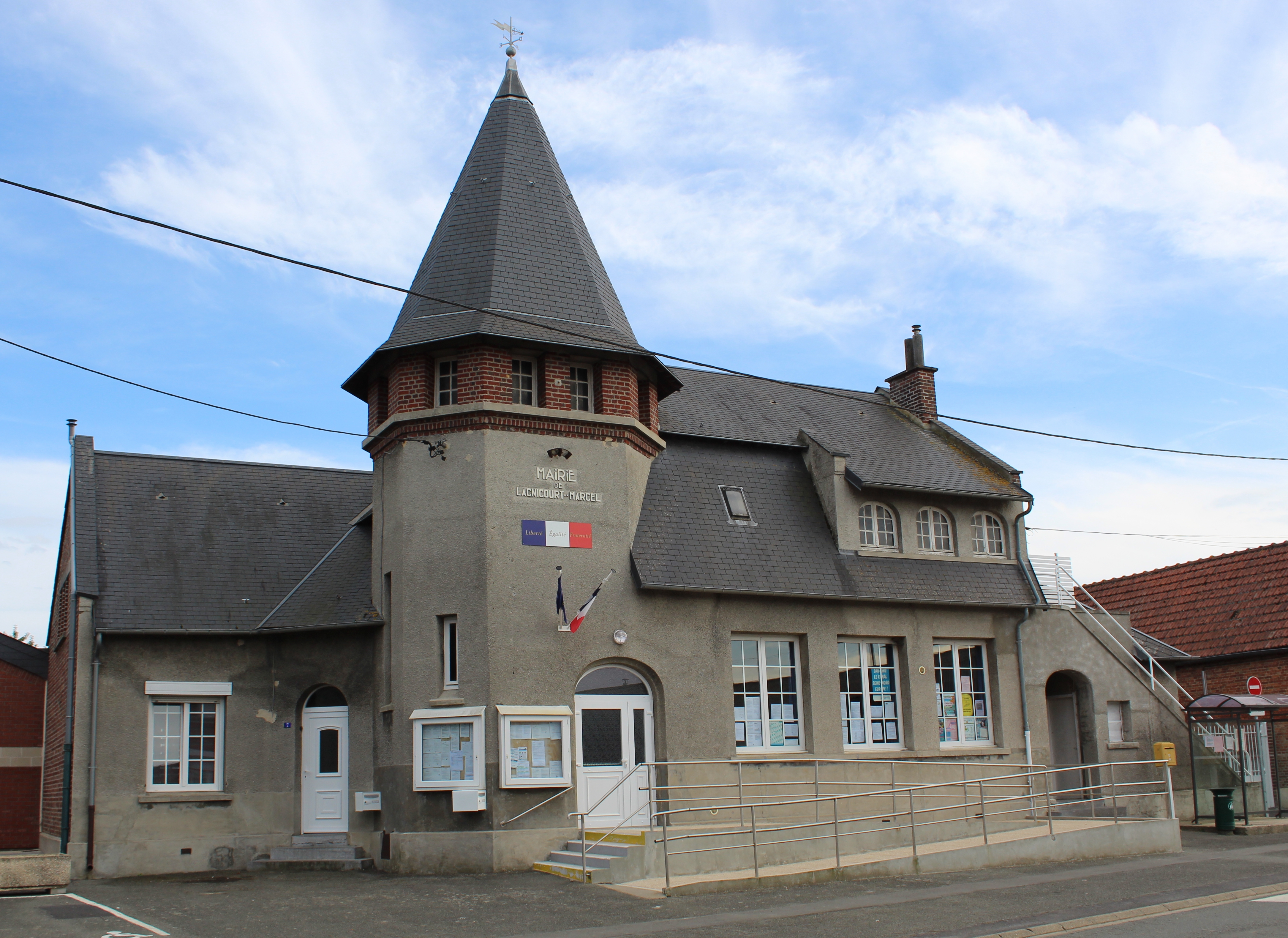
La mairie.

### Découpage territorial
La commune se trouve dans l'arrondissement d'Arras du département du Pas-de-Calais.

#### Commune et intercommunalités
La commune est membre de la communauté de communes Osartis Marquion qui regroupe 49 communes et totalise 42 651 habitants en 2021.

#### Circonscriptions administratives
La commune est rattachée au canton de Bapaume.

#### Circonscriptions électorales
Pour l'élection des députés, la commune fait partie de la première circonscription du Pas-de-Calais.

### Élections municipales et communautaires

#### Liste des maires
| Période                                  | Période                    | Identité           | Étiquette | Qualité                                         |
| ---------------------------------------- | -------------------------- | ------------------ | --------- | ----------------------------------------------- |
| Les données manquantes sont à compléter. |                            |                    |           |                                                 |
| 1989                                     | 2014,                      | Jean-Marie Peugnet |           |                                                 |
| 2014                                     | En cours (au 24 mars 2022) | Francis Degand     |           | Ancien employé, Réélu pour le mandat 2020-2026, |

## Population et société

### Démographie
Les habitants sont appelés les Lagnicourtois.

#### Évolution démographique
L'évolution du nombre d'habitants est connue à travers les recensements de la population effectués dans la commune depuis 1793. Pour les communes de moins de 10 000 habitants, une enquête de recensement portant sur toute la population est réalisée tous les cinq ans, les populations de référence des années intermédiaires étant quant à elles estimées par interpolation ou extrapolation. Pour la commune, le premier recensement exhaustif entrant dans le cadre du nouveau dispositif a été réalisé en 2005.

En 2022, la commune comptait 309 habitants, en évolution de −7,76 % par rapport à 2016 (Pas-de-Calais : −0,72 %, France hors Mayotte : +2,11 %).
| 1793 | 1800 | 1806 | 1821 | 1831 | 1836 | 1841 | 1846 | 1851 |
| ---- | ---- | ---- | ---- | ---- | ---- | ---- | ---- | ---- |
| 603  | 618  | 625  | 691  | 757  | 815  | 822  | 783  | 795  |

| 1856 | 1861 | 1866 | 1872 | 1876 | 1881 | 1886 | 1891 | 1896 |
| ---- | ---- | ---- | ---- | ---- | ---- | ---- | ---- | ---- |
| 815  | 827  | 818  | 820  | 795  | 730  | 716  | 597  | 572  |

| 1901 | 1906 | 1911 | 1921 | 1926 | 1931 | 1936 | 1946 | 1954 |
| ---- | ---- | ---- | ---- | ---- | ---- | ---- | ---- | ---- |
| 568  | 564  | 548  | 352  | 377  | 376  | 366  | 344  | 355  |

| 1962 | 1968 | 1975 | 1982 | 1990 | 1999 | 2005 | 2006 | 2010 |
| ---- | ---- | ---- | ---- | ---- | ---- | ---- | ---- | ---- |
| 347  | 355  | 335  | 355  | 327  | 295  | 301  | 305  | 347  |

| 2015 | 2020 | 2022 | - | - | - | - | - | - |
| ---- | ---- | ---- | - | - | - | - | - | - |
| 340  | 319  | 309  | - | - | - | - | - | - |

#### Pyramide des âges
En 2018, le taux de personnes d'un âge inférieur à 30 ans s'élève à 35,8 %, soit en dessous de la moyenne départementale (36,7 %). De même, le taux de personnes d'âge supérieur à 60 ans est de 20,6 % la même année, alors qu'il est de 24,9 % au niveau départemental.
En 2018, la commune comptait 167 hommes pour 160 femmes, soit un taux de 51,07 % d'hommes, largement supérieur au taux départemental (48,50 %).
Les pyramides des âges de la commune et du département s'établissent comme suit.
| Hommes | Classe d’âge | Femmes |
| ------ | ------------ | ------ |
| 0,0    | 90 ou +      | 0,6    |
| 4,3    | 75-89 ans    | 6,4    |
| 16,0   | 60-74 ans    | 14,1   |
| 22,7   | 45-59 ans    | 22,4   |
| 22,1   | 30-44 ans    | 19,9   |
| 17,8   | 15-29 ans    | 17,9   |
| 17,2   | 0-14 ans     | 18,6   |

| Hommes | Classe d’âge | Femmes |
| ------ | ------------ | ------ |
| 0,5    | 90 ou +      | 1,6    |
| 5,6    | 75-89 ans    | 8,9    |
| 16,7   | 60-74 ans    | 18,1   |
| 20,2   | 45-59 ans    | 19,2   |
| 18,9   | 30-44 ans    | 18,1   |
| 18,2   | 15-29 ans    | 16,2   |
| 19,9   | 0-14 ans     | 17,9   |

## Culture locale et patrimoine

### Lieux et monuments
- L'église Saint-Martin.
- Le monument aux morts, surmonté d'une croix de guerre[44].
- Le cimetière militaire britannique qui jouxte  le cimetière communal.

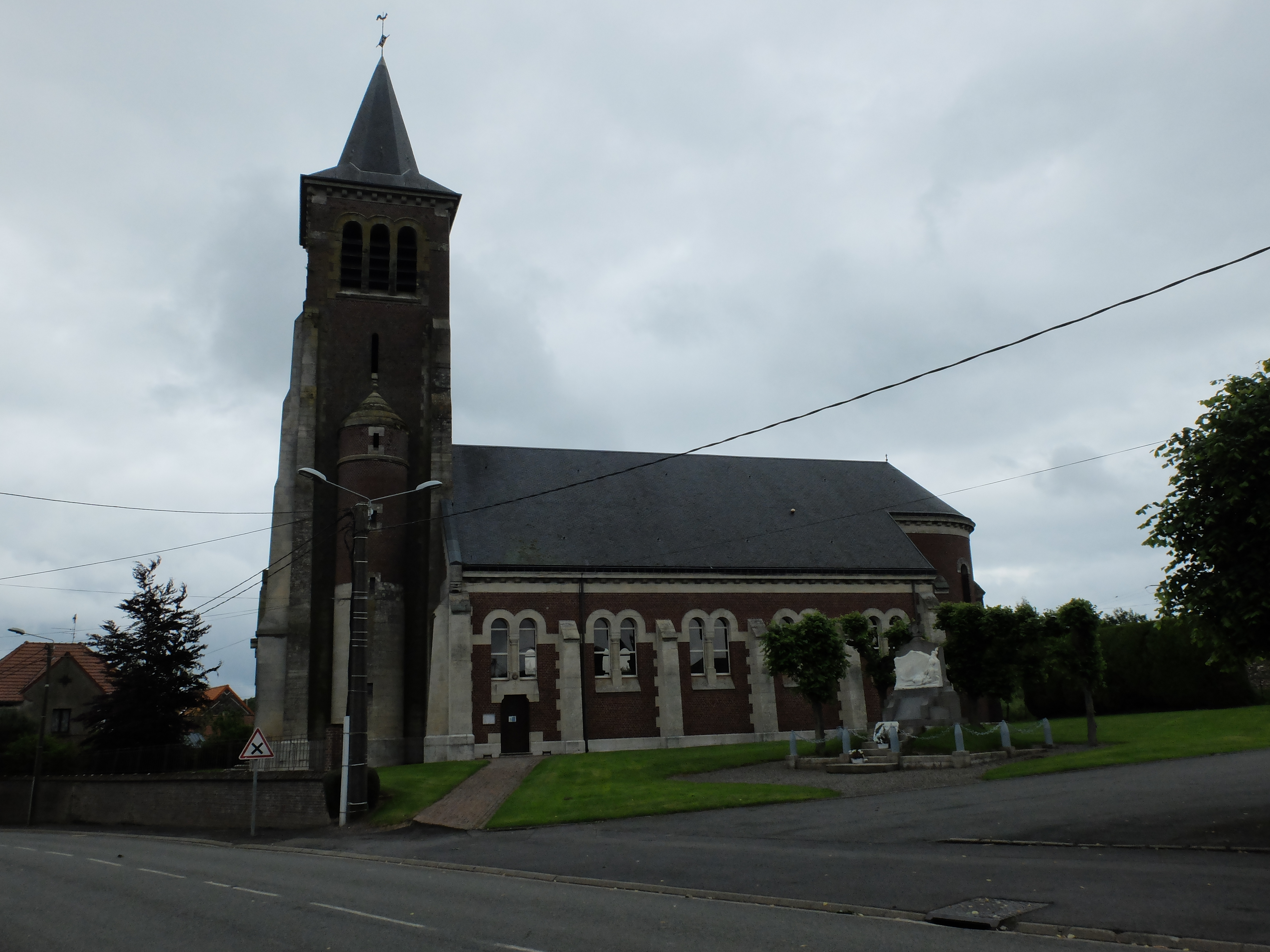
L'église et le monument aux morts.
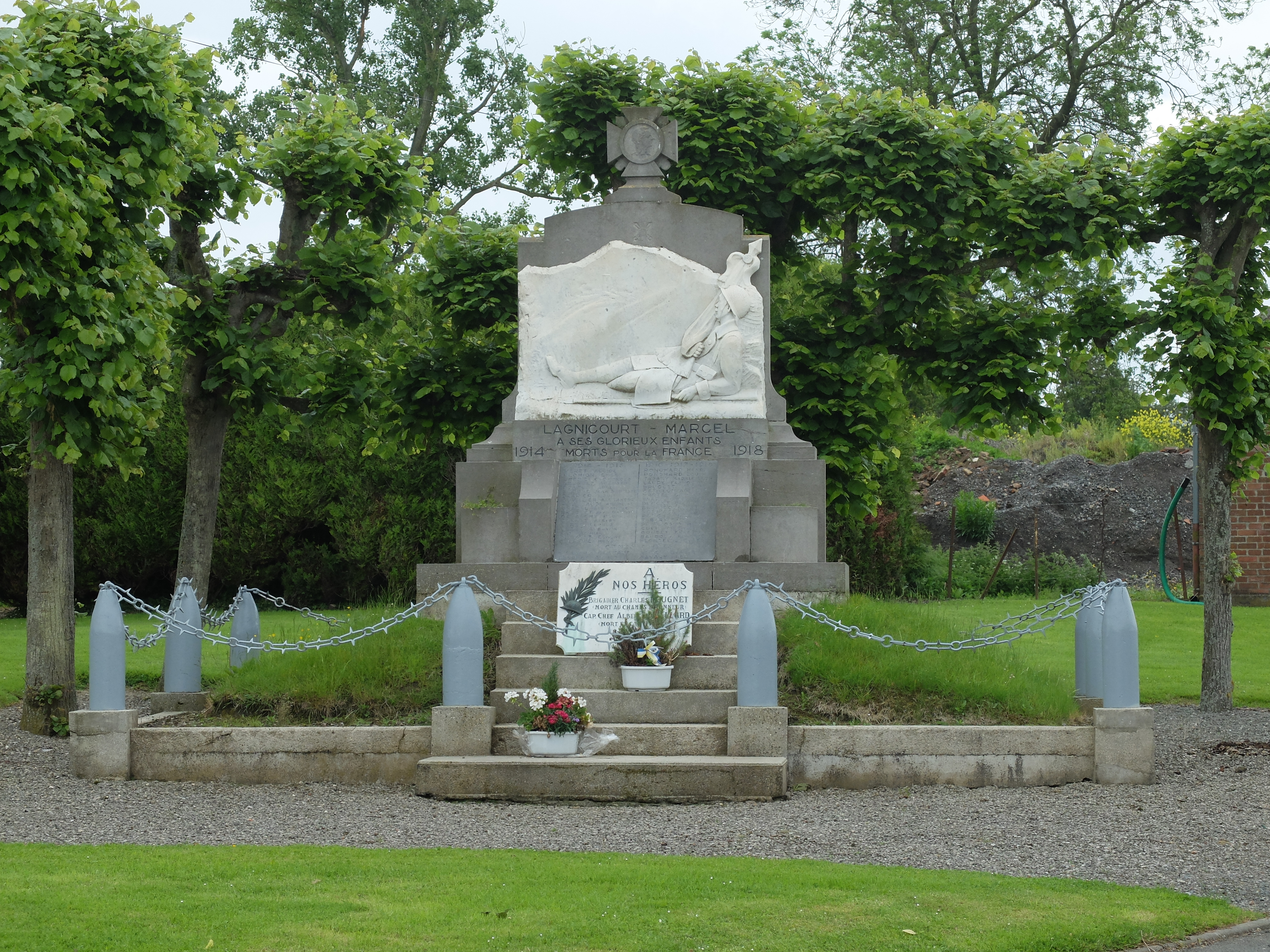
Le monument aux morts.

### Héraldique
|  | Les armes de la ville se blasonnent ainsi : d'azur aux deux léopards d'argent passant l'un sur l'autre. |

## Pour approfondir

#### Bases de données, dictionnaires et encyclopédies
- Ressources relatives à la géographie :   - Insee (communes)
  - Ldh/EHESS/Cassini
- Ressource relative à plusieurs domaines :   - Annuaire du service public français
- Notices d'autorité :   - VIAF
  - BnF (données)
  - IdRef